# Estado de salud (batería)
El estado de salud (en inglés, State of Health, SOH) es una figura que valora el estado de una batería (o una célula, o un paquete de baterías), comparándola con sus condiciones ideales. Las unidades de SOH son puntos porcentuales (100% = el estado de la batería coincide con las especificaciones de la batería).
Típicamente, el SOH de una batería será del 100% en el momento de la fabricación y disminuirá con el tiempo y el uso. Sin embargo, el rendimiento de una batería en el momento de su fabricación puede no cumplir con sus especificaciones, en cuyo caso su  SOH inicial será inferior al 100%.